# Departamentul Plateaux
Departamentul Plateaux este un departament din provincia Haut-Ogooué  din Gabon. Reședința sa este orașul Leconi.